# Nana Akwasi Asare
Nana Akwasi Asare (Kumasi, 11 luglio 1986) è un ex calciatore ghanese, di ruolo centrocampista o difensore.

## Palmarès

### Club

#### Competizioni nazionali
- Campionato belga: 1

Gent: 2014-2015
- Supercoppa del Belgio: 1

Gent: 2015